# 聖盧西亞 (大西洋省)
聖盧西亞是哥倫比亞的城鎮，位於該國北部，由大西洋省負責管轄，距離首府巴蘭基亞79公里，始建於1874年3月23日，面積50平方公里，海拔高度8米，2005年人口11,947。

## 外部連結
- （西班牙文） Gobernacion del Atlantico - Santa Lucía
- （西班牙文） Santa Lucía official website （页面存档备份，存于）

10°19′N 74°57′W / 10.317°N 74.950°W